# Бранделери-Кодиволпе-Стонера (Виченца)
Бранделери-Кодиволпе-Стонера је насеље у Италији у округу Виченца, региону Венето.
Према процени из 2011. у насељу је живело 149 становника. Насеље се налази на надморској висини од 472 м.